# シドニー・ウィックス
シドニー・ウィックス (Sidney Wicks, 1949年9月19日 - ) は1970年代のプロリーグNBAで活躍したアフリカ系アメリカ人の元バスケットボール選手。カリフォルニア州ロサンゼルス出身、カリフォルニア大学ロサンゼルス校（UCLA）卒業。ポジションはパワーフォワード、身長203cm、体重102kg。
UCLAの伝説的なNCAAトーナメント七連覇時代中期の中心選手として3回の優勝に貢献した後、1971年のNBAドラフトで全体2位指名を受けてポートランド・トレイルブレイザーズに入団、新人王に輝く。10シーズンプレイした後、1981年に引退。

## UCLA時代
アレクサンダー・ハミルトン高校卒業後、地元UCLAへの進学を希望していたシドニー・ウィックスだったが、学力が足りなかったため、1年間サンタモニカカレッジに通い、1968-69シーズンからUCLAのバスケットボールチームに参加した。ルー・アルシンダー（後のカリーム・アブドゥル＝ジャバー）擁するUCLAは前年のNCAAトーナメントを制覇しており、この年のトーナメントも優勝する。ベンチスタートのウィックスは平均7.5得点をあげたが、殆どの関係者がウィックスが有望な選手だとは思っていなかった。しかし名将ジョン・ウッデンだけは彼の秀でたアスレチック能力を見出し、積極的に彼を起用した。1969年の優勝を最後にアルシンダーは大学を卒業。多くの人々は大スターの居ないUCLAの三連覇を否定したが、ウィックスがアルシンダーの穴を埋める活躍を見せ、1969-70シーズンは18.6得点11.9リバウンドの成績を残した。UCLAは周囲の予想に反してトーナメントを勝ち抜き、決勝でジャクソンビル大学と対決。この大舞台でウィックスは221cmの長身センター、アーティス・ギルモアとマッチアップ。ウィックスは二回りも大きいギルモアから5ブロックを決めるなどの活躍を見せ、チームを80-69の勝利に導き、UCLAは見事に三連覇を達成した。ウィックスは大会MVPにあたるMost Outstanding PlayerとAP通信選出のオールアメリカ3rdチーム、ヘルムズ・アスレチック財団年間最優秀選手に選ばれている。翌シーズンのウィックスも素晴らしく、21.3得点12.8リバウンドをあげ、UCLAをNCAA四連覇に導き、オールアメリカ1stチームと、全米バスケットボール記者協会及びThe Sporting News選出の年間最優秀選手に選ばれる。後にUCLAはウィックスの背番号『35』を永久欠番に指定した。

## NBAキャリア

### ポートランド・トレイルブレイザーズ
UCLAを卒業したウィックスは1971年のNBAドラフトにエントリー。全体1位指名が確実視されていたが、どうしてもウィックスが欲しい2位指名権を持つポートランド・トレイルブレイザーズは、1位指名権を持つクリーブランド・キャバリアーズに25万ドルを支払ってキャバリアーズにウィックスの指名を見送らせた（キャバリアーズはオースティン・カーを指名）。こうしてウィックスは、トレイルブレイザーズから全体2位指名を受けてNBA入りを果たした。ブレイザーズの選択は間違いではないように思えた。ウィックスはルーキーシーズンの1971-72シーズンからエースとして活躍し、24.5得点11.5リバウンドを記録してオールスターに選ばれ、さらにルーキー・オブ・ザ・イヤーも受賞した。ブレイザーズは創部2年目の新興チームであるため、このシーズンも18勝64敗と大きく負け越したが、ウィックスに前年のルーキー・オブ・ザ・イヤー受賞者であるジェフ・ペトリーと優秀な若手が揃い、将来を嘱望されるチームとなるはずだった。しかしこのウィックスとペトリーの仲が極めて悪くチームの主導権を巡って2人は対立し、時にはメディアを通して暗に互いを批判し合った。業を煮やした球団フロントは2人を家族を連れさせてイスラエルに旅行に行かせ、険悪な仲を解こうした。そこで事件は起きた。ウィックスが湖で溺れかけ、それをペトリーが救い出したのである。ウィックスにとっては不幸な事故だったが、2人を送り出した球団にとっては目論見通りとなり、この事件を契機に2人は打ち解けるようになった。しかし皮肉にも2人の仲が良好な状態となった時には、ブレイザーズの内情は手遅れとなっており、チームケミストリーは崩壊しかけていた。1975-76シーズンにはUCLA出身の大物ルーキービル・ウォルトンが入団し、37勝45敗まで成績を上げるが、目指したプレーオフ進出はならなかった。そしてシーズン終了後にブレイザーズはウォルトン中心のチームを作るためにチームを刷新し、レニー・ウィルケンズをヘッドコーチから解任してジャック・ラムジーを招聘。そしてウィックスはボストン・セルティックスに放出されることになった。なお、ペトリーは膝の故障でこのシーズンを最後に引退しており、そして皮肉にもブレイザーズは翌1976-77シーズンに初のプレーオフ進出を果たすと、一気にNBAファイナルに駆け上がり、優勝を果たしてしまう。

### ブレイザーズ退団後
ブレイザーズでのNBAデビューから4シーズン連続で平均20得点以上を記録してきたウィックスだが（ブレイザーズでの5シーズンの成績は22.3得点10.3リバウンド）、ルーキーシーズンを頂点に成績は少しずつ下降線を辿っていた。そしてセルティックスへの移籍を機に成績はさらに下がり、そして1978-79シーズンにサンディエゴ・クリッパーズに移籍すると平均得点はついに二桁を割った。ウィックスはそのままフェードアウトする形となってしまい、1980-81シーズンを最後に現役から引退した。
NBA10シーズンの成績は760試合の出場で、通算12,803得点6,620リバウンド2,437アシスト、平均16.8得点8.7リバウンド3.2アシストだった。

## 引退後・業績など
NBAを去った後の1年間をイタリアで過ごしたウィックスは母校のUCLAに戻り、ウォルト・ハザードの下で4年間アシスタント・コーチを務め、その後は不動産業に携わった。
主な業績
- NCAAトーナメント優勝　（1969, 1970, 1971）
- NBAルーキー・オブ・ザ・イヤー　（1972）
- NBAオールスターゲーム　（1972～1975）
- ポートランド・トレイルブレイザーズの1試合27リバウンドというチーム記録を保持。また2009年現在通算4,086リバウンドはチーム歴代5位、通算8,882得点は歴代9位となっている。